# Liste des épouses des seigneurs d'Elbeuf
Cet article présente la liste des dames, baronnes, marquises et duchesses d'Elbeuf, de plein droit ou par mariage.

## Maison de Vexin (1025-1077)
| Portrait | Nom (dates)                    | Époux                                                                          | Titres | Eléments biographiques |
| -------- | ------------------------------ | ------------------------------------------------------------------------------ | --- | --- |
|          | Godgifu de Wessex (1002-1047)  | - Dreux de Vexin (mariage en 1013) - Eustache II de Boulogne (mariage en 1036) | - Comtesse de Vexin et d'Amiens, dame d'Elbeuf (1025-1035)                                                                            | - Princesse de la Maison de Wessex. Fille d'Æthelred le Malavisé et d'Emma de Normandie. - Mère de Gautier III de Vexin, de Foulques d'Amiens et de Ralph de Herford. |
|          | Biota du Maine (1025-1063)     | - Gautier III de Vexin                                                         | - Comtesse de Vexin et d'Amiens, dame d'Elbeuf (?-1063) - Comtesse du Maine (1062-1063)                                               | - Princesse hugonide. Fille d'Herbert Ier du Maine. |
|          | Anne de Kiev (1024/32-1075/79) | - Henri Ier de France - Raoul IV de Vexin (mariage en 1063)                    | - Reine des Francs (1051-1060) - Régente de France (1060-1063) - Comtesse de Vexin, d'Amiens, et de Valois, dame d'Elbeuf (1063-1074) | - Princesse riourikide. Fille de Iaroslav le Sage et d'Ingigerd de Suède. - Mère de Philippe Ier de France et d'Hugues Ier de Vermandois.                             |

## Herbertiens (1077-1080)
| Nom (dates)                      | Époux                                                               | Titres | Eléments biographiques |
| -------------------------------- | ------------------------------------------------------------------- | --- | --- |
| Adélaïde de Valois (?-1093/1100) | - Herbert IV de Vermandois (mariage en 1060) - Thibaud III de Blois | - Comtesse de Vermandois (1060-1080) - Comtesse de Valois, d'Amiens et de Bar-sur-Aube, dame d'Elbeuf (1077-1080) - Comtesse de Blois, de Châteaudun, de Chartres et de Sancerre (?-1089) | - Princesse de la Maison de Vexin. Fille de Raoul IV de Vexin et d'Adèle de Bar-sur-Aube. - Mère d'Adélaïde de Vermandois, d'Eudes III de Troyes, de Philippe de Champagne et d'Hugues Ier de Champagne. |

## Maison capétienne de Vermandois (1080-1096)
| Portrait | Nom (dates)                           | Époux                                                                | Titres | Eléments biographiques |
| -------- | ------------------------------------- | -------------------------------------------------------------------- | --- | --- |
|          | Adélaïde de Vermandois (1065-1120/24) | - Hugues Ier de Vermandois - Renaud II de Clermont (mariage en 1103) | - Comtesse de Vermandois, de Valois et d'Amiens (1080-1102) - Dame d'Elbeuf (1080-1096) - Comtesse de Clermont-en-Beauvaisis (1103-1120/24) | - Princesse herbertienne. Fille d'Herbert IV de Vermandois et d'Adélaïde de Valois. - Mère d'Isabelle de Vermandois, de Raoul Ier de Vermandois et de Marguerite de Clermont-Beauvaisis. |

## Famille de Beaumont (1196-1204)
| Nom (dates)                        | Époux                                                                                | Titres | Eléments biographiques |
| ---------------------------------- | ------------------------------------------------------------------------------------ | --- | --- |
| Isabelle de Vermandois (1085-1131) | - Robert Ier de Meulan (mariage en 1096) - Guillaume II de Warenne (mariage en 1118) | - Comtesse de Meulan et dame d'Elbeuf (1096-1118) - Comtesse de Leicester (1107-1118) - Comtesse de Surrey (1118-1131) | - Princesse de la Maison capétienne de Vermandois. Fille d'Hugues Ier de Vermandois et d'Adélaïde de Vermandois. - Mère de Galéran IV de Meulan, de Robert II de Beaumont, de Guillaume III de Warenne et d'Ada de Warenne. |
| Agnès de Montfort (1123-1181)      | - Galéran IV de Meulan (mariage en 1141)                                             | - Comtesse de Meulan et dame d'Elbeuf (1141-1166) - Comtesse de Worcester (1141-1153)                                  | - Princesse de la Maison de Montfort. Fille d'Amaury III de Montfort et d'Agnès de Garlande. - Mère de Robert II de Meulan, d'Isabelle de Meulan, d'Amaury Ier de Meulan et de Roger de Meulan.                             |
| Maude de Dunstanville (1143-?)     | - Robert II de Meulan (mariage en 1165)                                              | - Comtesse de Meulan et dame d'Elbeuf (1166-1204)                                                                      | - Princesse rollonide. Fille de Réginald de Dunstanville et de Béatrice FitzRichard. - Mère de Galéran V de Meulan et de Jeanne de Meulan.                                                                                  |

## Maison d'Harcourt (1204-1419, 1444-1452)
| Nom (dates)                      | Époux                                                                               | Titres | Eléments biographiques | Armoiries |
| -------------------------------- | ----------------------------------------------------------------------------------- | --- | --- | --------- |
| Jeanne de Meulan                 | - Robert II d'Harcourt (mariage en 1179)                                            | - Dame d'Harcourt (1179-?) - Dame d'Elbeuf (1204-1212)                                                                                              | - Princesse de la Famille de Beaumont. Fille de Robert II de Meulan et de Maude de Dunstanville. - Mère de Richard d'Harcourt.                                                                       |           |
| Mathilde de La Roche-Tesson      | - Richard d'Harcourt (mariage en 1213)                                              | - Dame d'Harcourt et d'Elbeuf (1213-?) | - Mère de Jean Ier d'Harcourt. |           |
| Alix de Beaumont (?-1275)        | - Jean Ier d'Harcourt (mariage en 1240)                                             | - Dame (1240-1465) puis baronne (1265-1275) d'Elbeuf - Dame d'Harcourt (1240-1275)                                                                  | - Princesse de la Famille de Beaumont. Fille de Jean Ier de Beaumont-Gâtinais et d'Alix de Villemomble. - Mère de Jean II d'Harcourt, de Robert d'Harcourt, de Guy d'Harcourt et d'Agnès d'Harcourt. |           |
| Jeanne de Châtellerault (?-1315) | - Geoffroy III de Lusignan (mariage en 1259) - Jean II d'Harcourt (mariage en 1275) | - Vicomtesse de Châtellerault (de plein droit, ?-1302) - Baronne d'Elbeuf et dame d'Harcourt (1288-1302)                                            | - Princesse de la Maison de Châtellerault. Fille d'Aimeri II de Châtellerault. - Mère de Geoffroy IV de Lusignan et de Jean III d'Harcourt.                                                          |           |
| Alix de Brabant (?-1315)         | - Jean III d'Harcourt (mariage en 1302)                                             | - Dame d'Aerschot (de plein droit, 1302-1315) - Vicomtesse de Châtellerault, baronne d'Elbeuf et dame d'Harcourt (1302-1315)                        | - Princesse de la Maison de Louvain. Fille de Godefroy d'Aerschot et de Jeanne-Isabeau de Vierzon. - Mère de Jean IV d'Harcourt et de Geoffroy d'Harcourt.                                           |           |
| Isabelle de Parthenay (?-1357)   | - Jean IV d'Harcourt (mariage en 1315)                                              | - Comtesse d'Harcourt, vicomtesse de Châtellerault, baronne d'Elbeuf et dame d'Aerschot (1329-1346)                                                 | - Princesse de la Maison de Parthenay. Fille de Jean ler de Parthenay. - Mère de Jean V d'Harcourt.                                                                                                  |           |
| Blanche d'Aumale (1322-1387)     | - Jean V d'Harcourt (mariage en 1340/41)                                            | - Comtesse d'Aumale (de plein droit, 1343-1387) - Comtesse d'Harcourt, vicomtesse de Châtellerault, baronne d'Elbeuf et dame d'Aerschot (1346-1356) | - Princesse de la Maison d'Ivrée. Fille de Jean II de Ponthieu et de Catherine d'Artois. - Mère de Jean VI d'Harcourt et de Philippe d'Harcourt.                                                     |           |
| Catherine de Bourbon (1342-1427) | - Jean VI d'Harcourt (mariage en 1359)                                              | - Comtesse d'Harcourt et d'Aumale, vicomtesse de Châtellerault et baronne d'Elbeuf (1359-1389)                                                      | - Princesse de Maison de Bourbon. Fille de Pierre Ier de Bourbon et d'Isabelle de Valois. - Mère de Jean VII d'Harcourt et de Louis d'Harcourt.                                                      |           |
| Marie d'Alençon (1373-1417)      | - Jean VII d'Harcourt (mariage en 1390)                                             | - Comtesse d'Harcourt et d'Aumale, vicomtesse de Châtellerault et baronne d'Elbeuf (1390-1417)                                                      | - Princesse de la Maison de Valois-Alençon. Fille de Pierre II d'Alençon et de Marie Chamaillard. - Mère de Jean VIII d'Harcourt et de Marie d'Harcourt.                                             |           |

## Occupation anglaise (1419-1444)
| Portrait | Nom (dates)                      | Époux                                                                                | Titres | Eléments biographiques | Armoiries |
| -------- | -------------------------------- | ------------------------------------------------------------------------------------ | --- | --- | --------- |
|          | Marguerite Holland (1385-1439)   | - Jean Beaufort (mariage en 1397) - Thomas de Lancastre (mariage en 1411)            | - Comtesse de Somerset (1397-1410) - Marquise de Dorset (1397-1399) - Duchesse de Clarence et comtesse d'Albemarle (1412-1421) - Baronne d'Elbeuf (1419-1421) | - Princesse de la Maison Holland. Fille de Thomas Holland et d'Alice FitzAlan. - Mère d'Henri Beaufort, de Jeanne Beaufort, de Jean Beaufort, d'Edmond Beaufort et de Marguerite Beaufort. |           |
|          | Anne de Bourgogne (1404-1432)    | - Jean de Lancastre (mariage en 1423)                                                | - Duchesse de Bedford, comtesse de Kendal et de Richmond (1423-1432) - Baronne d'Elbeuf (1423-1425)                                                           | - Princesse de la Maison de Valois-Bourgogne. Fille de Jean Ier de Bourgogne et de Marguerite de Bavière.                                                                                  |           |
|          | Marguerite Beauchamp (1410-1482) | - Oliver St John - Jean Beaufort (mariage en 1439) - Lionel Welles (mariage en 1447) | - Comtesse (1439-1443) puis duchesse (1443-1444) de Somerset - Baronne d'Elbeuf (1439-1444) - Baronne Welles (1447-1461)                                      | - Princesse de la Famille de Beauchamp. Fille de John Beauchamp de Bletso et d'Edith Stourton. - Mère de Marguerite Beaufort.                                                              |           |

## Maison de Lorraine (1452-1508)
| Portrait | Nom (dates)                     | Époux                                    | Titres | Eléments biographiques |
| -------- | ------------------------------- | ---------------------------------------- | --- | --- |
|          | Marie d'Harcourt (1398-1476)    | - Antoine de Vaudémont (mariage en 1416) | - Comtesse de Vaudémont et dame de Joinville (1418-1458) - Comtesse d'Aumale et baronne d'Elbeuf (1452-1458) | - Princesse de la Maison d'Harcourt. Fille de Jean VII d'Harcourt et de Marie d'Alençon. - Mère de Ferry II de Vaudémont, de Jean VIII d'Harcourt-Lorraine et d'Henri de Lorraine-Vaudémont.                             |
|          | Jeanne d'Harcourt (?-1488)      | - René II de Lorraine (mariage en 1471)  | - Comtesse de Vaudémont (1471-1485) - Duchesse de Lorraine, comtesse d'Aumale et baronne d'Elbeuf (1473-1485) - Dame de Joinville (1476-1485) - Duchesse de Bar (1480-1485) - Baronne de Mayenne (1481-1485) - Marquise de Pont-à-Mousson (1485) | - Princesse de la Maison d'Harcourt. Fille de Guillaume d'Harcourt et de Yolande de Laval. |
|          | Philippa de Gueldre (1464-1547) | - René II de Lorraine (mariage en 1485)  | - Duchesse de Lorraine et de Bar, comtesse de Vaudémont et d'Aumale, marquise de Pont-à-Mousson, baronne d'Elbeuf et de Mayenne, dame de Joinville (1485-1508)                                                                                   | - Princesse de la Maison d'Egmond. Fille d'Adolphe de Gueldre et de Catherine de Bourbon. - Mère d'Antoine de Lorraine, de Claude de Lorraine, de Jean III de Lorraine, de Louis de Lorraine et de François de Lorraine. |

## Maison de Lorraine-Guise (1508-1825)
| Portrait | Nom (dates)                                          | Époux | Titres | Eléments biographiques | Armoiries |
| -------- | ---------------------------------------------------- | --- | --- | --- | --------- |
|          | Antoinette de Bourbon (1493-1583)                    | - Claude de Lorraine (mariage en 1513)                                                                        | - Baronne d'Elbeuf et dame de Joinville (1513-1550) - Baronne (1513-1544) puis marquise (1544-1550) de Mayenne - Comtesse (1513-1547) puis duchesse (1547-1550) d'Aumale - Comtesse (1520-1528) puis duchesse de Guise (1528-1550) - Baronne de Lambesc (1525-1550) | - Princesse de la Maison de Bourbon-Vendôme. Fille de François de Bourbon-Vendôme et de Marie de Luxembourg. - Mère de Marie de Guise, de François de Guise, de Charles de Lorraine, de Claude II d'Aumale, de Louis de Lorraine et de René II d'Elbeuf. |           |
|          | Louise de Rieux (1531-1570)                          | - René II d'Elbeuf (mariage en 1555)                                                                          | - Comtesse d'Harcourt, baronne d'Ancenis, dame de Rieux et de Rochefort (de plein droit, 1548-1570) - Marquise d'Elbeuf (1555-1566) | - Princesse de la Maison de Rieux. Fille de Claude de Rieux et de Suzanne de Bourbon-Montpensier. - Mère de Charles Ier d'Elbeuf. |           |
|          | Marguerite de Chabot (1565-1652)                     | - Charles Ier d'Elbeuf (mariage en 1583)                                                                      | - Duchesse d'Elbeuf, comtesse d'Harcourt et de Rieux, baronne d'Ancenis et dame de Rochefort (1583-1605) | - Princesse de la Famille de Chabot. Fille de Léonor Chabot et de Jeanne de Rye. - Mère de Charles II d'Elbeuf et d'Henri de Lorraine-Harcourt. |           |
|          | Catherine-Henriette de Bourbon (1596-1663)           | - Charles II d'Elbeuf (mariage en 1619)                                                                       | - Duchesse d'Elbeuf, comtesse de Rieux, dame de Rochefort (1619-1657) | - Princesse de la Maison de Bourbon. Fille légitimée d'Henri IV de France et de Gabrielle d'Estrées. - Mère de Charles III d'Elbeuf, de François-Marie de Lorraine et de François-Louis de Lorraine.                                                     |           |
|          | Élisabeth de La Tour d'Auvergne (1635-1680)          | - Charles III d'Elbeuf (mariage en 1656)                                                                      | - Duchesse d'Elbeuf, comtesse de Rieux et dame de Rochefort (1657-1680) | - Princesse de la Maison de La Tour d'Auvergne. Fille de Frédéric-Maurice de La Tour d'Auvergne et d’Éléonore de Bergh. - Mère d'Henri d'Elbeuf et d'Emmanuel Maurice d'Elbeuf.                                                                          |           |
|          | Françoise de Montault de Navailles (1653-1717)       | - Charles III d'Elbeuf (mariage en 1684)                                                                      | - Duchesse d'Elbeuf, comtesse de Rieux et dame de Rochefort (1684-1692) | - Princesse de la Famille de Montault de Navailles. Fille de Philippe de Montaut-Bénac de Navailles et de Susanne de Beaudéan. - Mère de Suzanne-Henriette de Lorraine.                                                                                  |           |
|          | Charlotte de Rochechouart de Mortemart (1660-1729)   | - Henri d'Elbeuf (mariage en 1677)                                                                            | - Duchesse d'Elbeuf et comtesse de Rieux (1692-1729) | - Princesse de la Maison de Rochechouart. Fille de Louis Victor de Rochechouart de Mortemart et d'Antoinette Louise de Mesmes. |           |
|          | Catherine de Rougé (1707-1794)                       | - Jean Sébastien de Kerhoent de Kergournadech (mariage en 1729) - Emmanuel Maurice d'Elbeuf (mariage en 1747) | - Marquise de Plessis-Bellière (de plein droit, 1732-1794) - Marquise de Kerhoent (1743-1744) - Duchesse d'Elbeuf et comtesse de Rieux (1747-1763) - Dame de Rostrenen (de plein droit, 1748-1794)                                                                  | - Princesse de la Famille de Rougé. Fille de Jean de Rougé et de Florimonde de Lantivy de Crosco. |           |
|          | Anne de Zetzner (1764-1814)                          | - Charles-Eugène de Lorraine (mariage en 1803)                                                                | - Duchesse d'Elbeuf, princesse de Lambesc et comtesse de Brionne (1803-1814) | - Fille d'Ignacy de Zetzner et de Ludowika Potocka. |           |
|          | Marie-Victoire de Folliot de Crenneville (1766-1845) | - Charles-Eugène de Lorraine (mariage en 1816)                                                                | - Duchesse d'Elbeuf, princesse de Lambesc et comtesse de Brionne (1816-1825) | - Princesse de la Famille Folliot de Creneville. Fille de François Méderic Folliot de Creneville et d'Anne Pierrette Charlotte du Poutet. |           |